# Chombo Silva
José „Chombo“ Silva ((* 27. März 1913 als José Silva Nubel in Baracoa, Provinz Guantánamo; † 21. Juli 1995 in New York City) ) war ein kubanischer Geiger und Saxophonist.

## Leben
Silva lernte als Kind Geige und spielte in kirchlichen Gruppen. 1938 lernte er den  Pianisten Peruchín kennen, auf dessen Anregung er das Saxophonspielen lernte, und dessen Band Trovadores de Tono er sich anschloss. Er spielte dann in einer Band in Santiago de Cuba und wurde 1948 in Havanna Mitglied des Orquesta Swing Boys der Brüder Peñalver. Emilio Peñalver machte ihn mit der Jazzmusik vertraut, und bald trat er in der Formation der Brüder Pérez mit Chico O’Farrill auf. Im Folgejahr reiste er mit dem Orchester von Jaime Camino nach Europa, wo er auch mit Tete Montoliu jammte.
Anfang der  1950er Jahre tourte er durch Südamerika und Puerto Rico, bevor er sich 1955 Beny Morés Banda Gigante anschloss. Er zählte zu den festen Größen der Jazzszene in der kubanischen Hauptstadt, bis er 1957 nach New York auswanderte. Dort zählten Musiker wie Machito, Cal Tjader (mit dem er u. a. Ritmo Caliente und Black Orchid aufnahm), der Exilkubaner Jesús Caunedo und René Touzet mit seinem Orchester zu seinen musikalischen Partnern.
Als Geiger und Saxophonist nahm er mit Mongo Santamarias Gruppe La Sabrosa den Titel Para tí auf. An dem Album Latino von Ray Barretto und seiner Gruppe La Moderna wirkte er neben den Kubanern Alejandro Vivar (Trompete) und Rudy Calzano (Gesang) mit. Mehrere Aufnahmen entstanden zwischen 1961 und 1966 auch mit Al Santiagos Alegre All Stars.
Silvas einziges Album unter eigenem Namen, Los Hits de Manzanero – En el Saxofon de Chombo Silva (Armando Manzanero gewidmet und mit dem Kontrabassisten Bobby Rodríguez), erschien erstmals 1969. Nach Aufnahmen mit Julio Gutiérrez trat er 1974 in das Orquesta Típica Ideal des Geigers Alfredo de la Fé ein, dem er zehn Jahre lang angehörte. 1985 trat er in Eddie Palmieris Mambo Show auf, 1992 in einem Konzert mit Cachao López. Im Folgejahr nahm er auf Einladung von Paquito D’Rivera an den Aufnahmen zu 40 Years of Cuban Jam Session teil.